# カール・コンプトン

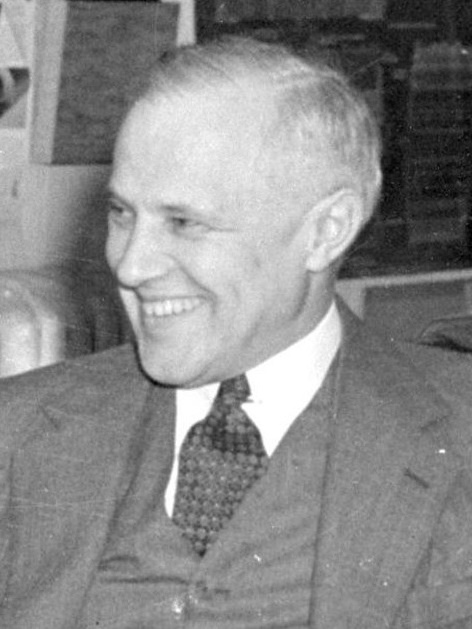
カール・コンプトン、1940年3月

カール・テイラー・コンプトン (英語: Karl Taylor Compton 、1887年9月14日 - 1954年6月22日) は、アメリカ合衆国の実験物理学者。
オハイオ州ウースター生まれ。1915年、プリンストン大学物理学助教授に就任。教授を歴任し、1930年-1948年、マサチューセッツ工科大学学長。
1945年9月-10月、アメリカ太平洋陸軍総司令部（GHQ/U.S. Army Forces, Pacific） の命を受け、科学情報調査団（Scientific Intelligence	Survey to Japan、通称コンプトン調査団）団長を務め、その報告書（通称コンプトン・レポート）をとりまとめた。1946年、原子爆弾試験評価委員会次長を務めた。1947年にワシントン賞、米国科学アカデミーより公共福祉メダル受賞。
弟に実験物理学者アーサー・コンプトンがいる。